# Henry Freulich
Henry Freulich est un directeur de la photographie américain (membre de l'ASC), né le 14 avril 1906 à New York (État de New York), mort le 4 décembre 1985 à Los Angeles (Californie).

## Biographie
Au cinéma, Henry Freulich débute comme photographe de plateau dans les années 1920, avant un premier film comme chef opérateur sorti en 1929.
Suivent près de deux cents autres films américains, principalement de série B (entre autres dans les genres fantastique et western), le dernier sorti en 1959.
Fait particulier, il collabore à de nombreux courts métrages ayant pour vedettes Les Trois Stooges, sortis entre 1938 et 1958, comme Sing a Song of Six Pants (en) de Jules White (1947). 
Parmi ses longs métrages, citons Miss Catastrophe d'Alexander Hall (1938, avec Joan Blondell et Melvyn Douglas), Avant de t'aimer d'Ida Lupino (1949, avec Sally Forrest et Keefe Brasselle), ou encore Le monstre vient de la mer de Robert Gordon (1955, avec Kenneth Tobey et Faith Domergue).
Pour la télévision, de 1951 à 1968 (après quoi il se retire), Henry Freulich est directeur de la photographie sur vingt-deux séries, dont Denis la petite peste (quarante-neuf épisodes, 1959-1961, avec Jay North et Joseph Kearns) et Jinny de mes rêves (trois épisodes, 1966, avec Barbara Eden et Larry Hagman).

## Filmographie partielle
(comme directeur de la photographie, sauf mention contraire)

### Cinéma
- 1923 : Notre-Dame de Paris (The Hunchback of Notre Dame) de Wallace Worsley (photographe de plateau)
- 1927 : Bérénice à l'école (Naughty But Nice) de Millard Webb (photographe de plateau)
- 1929 : Smiling Irish Eyes de William A. Seiter
- 1934 : Les Écumeurs de la nuit (Men of the Night) de Lambert Hillyer
- 1935 : Bas le masque (Behind the Evidence) de Lambert Hillyer
- 1935 : Air Hawks (en) d'Albert S. Rogell
- 1935 : Un danger public (The Public Menace) d'Erle C. Kenton
- 1935 : The Lone Wolf Returns de Roy William Neill
- 1936 : Deux Enfants terribles (And So They Were Married) d'Elliott Nugent
- 1936 : Meet Nero Wolfe d'Herbert J. Biberman
- 1936 : Le Capitaine du diable (Hell-Ship Morgan) de D. Ross Lederman
- 1936 : Aventure à Manhattan (Adventure in Manhattan) d'Edward Ludwig
- 1936 : L'École des secrétaires (More Than a Secretary) d'Alfred E. Green

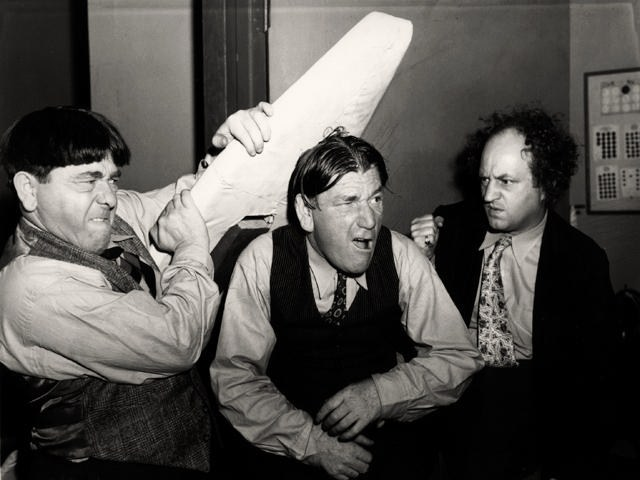
Sing a Song of Six Pants (1947) : Moe Howard, Shemp Howard et Larry Fine (Les Trois Stooges, de g. à d.)

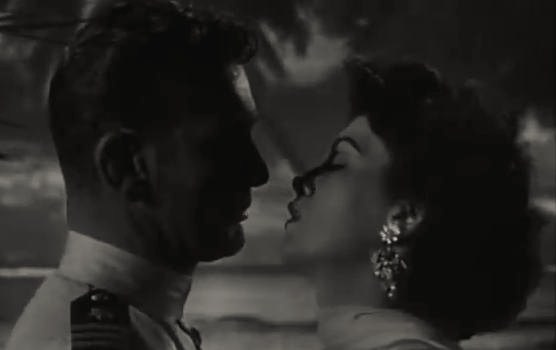
Le monstre vient de la mer (1955) : Kenneth Tobey et Faith Domergue

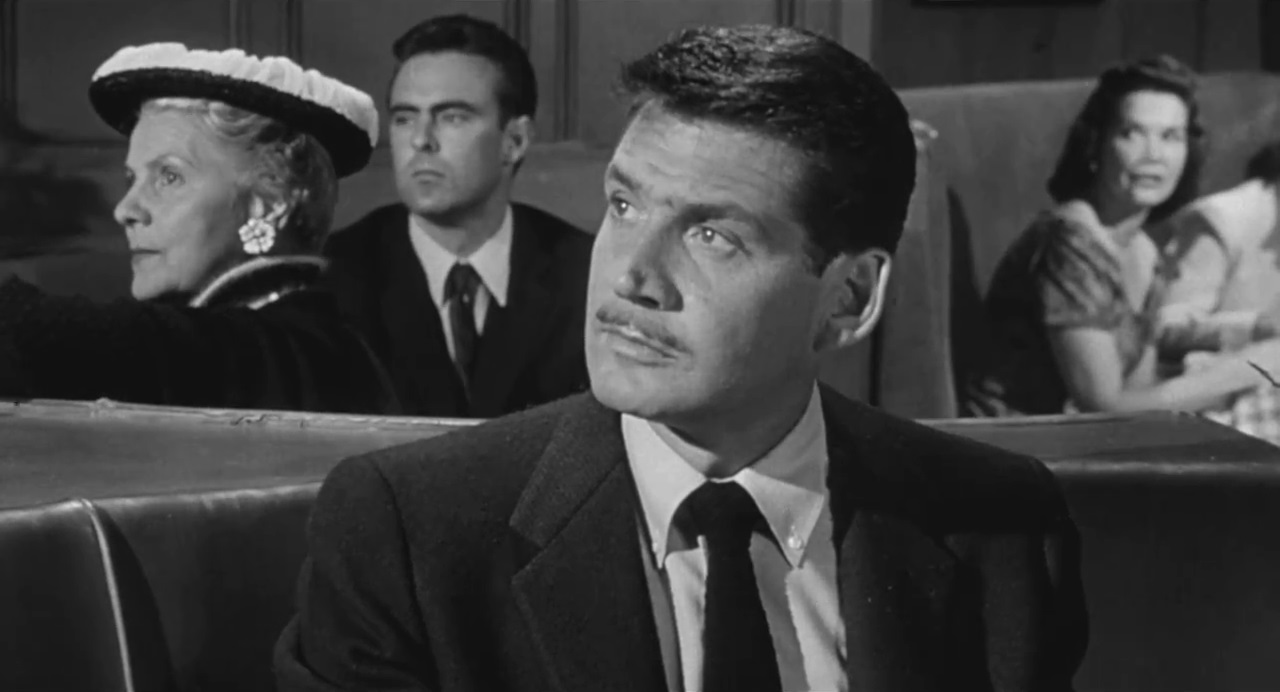
The 27th Day (1957) : Gene Barry

- 1937 : Les Horizons perdus (Lost Horizon) de Frank Capra (prises de vues additionnelles)
- 1937 : L'Avocat du diable (Counsel for Crime) de John Brahm
- 1938 : Miss Catastrophe (There's Always a Woman) d'Alexander Hall
- 1938 : Petite Miss Casse-Cou (The Little Adventuress) de D. Ross Lederman
- 1938 : Je suis la loi (I Am the Law) d'Alexander Hall
- 1939 : Ma femme et mon patron (Blondie Meets the Boss) de Frank R. Strayer
- 1939 : Pest from the West de Del Lord (court métrage)
- 1939 : Nous irons à Paris (Good Girls Go to Paris) d'Alexander Hall
- 1940 : Blondie on a Budget de Frank R. Strayer
- 1940 : The Lone Wolf Meets a Lady de Sidney Salkow
- 1941 : She Knews All the Answers de Richard Wallace
- 1941 : Tillie the Toiler de Sidney Salkow
- 1942 : Atlantic Convoy de Lew Landers
- 1942 : Boston Blakie Goes Hollywood de Michael Gordon
- 1942 : Le Château des loufoques (The Boogie Man Will Get You) de Lew Landers
- 1946 : Shadowed de John Sturges
- 1946 : Just Before Dawn de William Castle
- 1946 : Talk About a Lady de George Sherman
- 1946 : The Devil's Mask d'Henry Levin
- 1946 : Personality Kid de George Sherman
- 1947 : Sing a Song of Six Pants de Jules White (court métrage)
- 1947 : The Lone Wolf in London de Leslie Goodwins
- 1947 : J'accuse cette femme (Mr. District Attorney) de Robert B. Sinclair
- 1947 : Keeper of the Bees de John Sturges
- 1948 : The Tender Years d'Harold D. Schuster
- 1948 : Crime on Their Hands d'Edward Bernds (court métrage)
- 1949 : La Révolte des fauves (Song of India) d'Albert S. Rogell
- 1949 : Avant de t'aimer (Not Wanted) d'Ida Lupino
- 1950 : The Vicious Years de Robert Florey
- 1950 : The Iroquois Trail de Phil Karlson
- 1951 : The Son of Dr. Jekyll de Seymour Friedman
- 1951 : Unknown World de Terry O. Morse
- 1951 : Under the Gun de Ted Tetzlaff
- 1951 : Dick Turpin, bandit gentilhomme (Dick Turpin's Ride) de Ralph Murphy
- 1952 : Le Trappeur des grands lacs (The Pathfinder) de Sidney Salkow
- 1953 : La Guerrière voilée (Flame of Calcutta) de Seymour Friedman
- 1953 : Le Serpent du Nil (Serpent of the Nile) de William Castle
- 1953 : Le Roi pirate (Prince of Pirates) de Sidney Salkow
- 1954 : La Charge des lanciers (Charge of the lancers) de William Castle
- 1954 : Billy the Kid contre la loi (The Law vs. Billy the Kid) de William Castle
- 1954 : La Bataille de Rogue River (The Battle of Rogue River) de William Castle
- 1955 : Le monstre vient de la mer (It Came from Beneath the Sea) de Robert Gordon
- 1955 : Piège double (The Crooked Web) de Nathan Juran
- 1955 : Duel sur le Mississippi (Duel on the Mississippi) de William Castle
- 1955 : Sur les docks (New Orleans Uncensored) de William Castle
- 1955 : Meurtres à responsabilité limitée (Chicago Syndicate) de Fred F. Sears
- 1956 : Over-Exposed de Lewis Seiler
- 1956 : Rira bien (He Laughed Last) de Blake Edwards
- 1956 : Le Gang de l'or noir (en) (The Houston Story) de William Castle
- 1957 : The 27th Day de William Asher
- 1958 : Tarawa, tête de pont (Tarawa Beachhead) de Paul Wendkos
- 1959 : Terre de violence (Good Day for a Hanging) de Nathan Juran

### Séries télévisées
- 1959-1961 : Denis la petite peste (Dennis the Menace), saisons 1 et 2, 49 épisodes
- 1966 : Jinny de mes rêves (I Dream of Jeannie), saison 1, épisode 22 La Chance (How Lucky Can You Get?), épisode 23 Le Génie et la Vedette (Watch the Birdie) d'Hal Cooper et épisode 24 L'Invité permanent (Permanent House Guest) d'Hal Cooper